# アレクサンドル・シュリャフトゥロフ
アレクサンドル・シュリャフトゥロフ（ロシア語: Александр Шляхтуров、1947年2月14日 -）は、ロシア連邦の軍人。ロシア連邦軍参謀本部情報総局（GRU）長兼参謀次長。大将。

## 経歴
2008年4月24日、GRU総局長に任命。任命前は、ワレンチン・コラベリニコフの下で第一副総局長を務め、戦略諜報を担当していた。
妻帯、2児を有する。